# Laodicé V
Pour les articles homonymes, voir Laodicé.
Laodicé V, morte vers 150 av. J.-C., est une princesse de la dynastie séleucide. Elle est une fille de Séleucos IV et de sa sœur-épouse Laodicé IV.

## Biographie
Elle épouse en premières noces le roi de Macédoine Persée. Après la capture de son mari, elle réside à la cour de son oncle Antiochos IV et de son demi-frère Antiochos V. Après la mort de ce dernier, son frère Démétrios Ier devient roi séleucide de 161 à 150. Il est possible que Démétrios ait épousé Laodicé, mais cela n'est pas certain. Ce qui est sûr, c'est que l'épouse de Démétrios se nomme Laodicé et qu'elle est la mère de ses trois fils Démétrios II, Antiochos VII et Antigone.
Devenue veuve, elle est offerte en mariage sans succès à Ariarathe V, roi de Cappadoce, puis à Nicomède II de Bithynie, qui déclinent cette union afin de ne pas se brouiller avec Rome.

## Sources antiques
- Polybe, Histoires [détail des éditions] [lire en ligne].